# Tautoneura ficaria
Tautoneura ficaria är en insektsart som beskrevs av Irena Dworakowska 1984. Tautoneura ficaria ingår i släktet Tautoneura och familjen dvärgstritar.
Artens utbredningsområde är Singapore. Inga underarter finns listade i Catalogue of Life.